# Troglocarcinus
Troglocarcinus is een geslacht van kreeftachtigen uit de klasse van de Malacostraca (hogere kreeftachtigen).
Addison Emery Verrill richtte dit geslacht in 1908 op voor een krabbensoort, Troglocarcinus corallicola, die leeft in holtes aan de bovenzijde van levend koraal, onder meer van Mussa en Dichocoenia. Ze kwam vooral voor nabij het eiland Dominica. Een enkel koraal van 15 cm diameter kan tot 8 à 12 zulke holtes vertonen. De jongen kunnen hun holte verlaten maar volwassen dieren wellicht niet. Een groot volwassen wijfje had een carapax van 7 mm lang en 4 mm breed.
In 2014 werd een tweede soort beschreven, Troglocarcinus hirsutus, die leeft in het koraal Mussismilia dat endemisch is in Brazilië. Wijfjes van deze soort hebben een carapax tot 5 mm lang en 3,7 mm breed.

## Soorten
- Troglocarcinus corallicola Verrill, 1908
- Troglocarcinus hirsutus Canario, Badaro, Johnsson & Neves, 2014